# Benjamin Luxon
Benjamin Luxon (ur. 24 marca 1937 w Redruth, zm. 25 lipca 2024) – brytyjski śpiewak operowy, baryton.

## Życiorys
Studiował u Waltera Grünnera w Guildhall School of Music w Londynie. Po studiach związał się z założonym przez Benjamina Brittena zespołem English Opera Group. W 1963 roku udał się w nim w podróż koncertową do ZSRR, gdzie wystąpił w rolach Sida w operze Albert Herring i Tarkwiniusza w operze The Rape of Lucretia. W 1971 roku Britten powierzył mu rolę tytułową w swojej operze telewizyjnej Owen Wingrave. W 1972 roku debiutował w londyńskim Covent Garden Theatre tytułową rolą w Il ritorno d’Ulisse in patria Claudio Monteverdiego, w tym samym roku na tejże scenie wziął udział w prawykonaniu opery Taverner Petera Maxwella Daviesa. W latach 1972–1980 występował na festiwalu operowym w Glyndebourne. Od 1974 do 1990 roku związany był z English National Opera w Londynie. W 1980 roku rolą tytułową w Eugeniuszu Onieginie Piotra Czajkowskiego debiutował na deskach nowojorskiej Metropolitan Opera. Na początku lat 90. XX wieku ze względu na postępującą głuchotę stopniowo wycofał się ze sceny.
Poza popisowymi rolami tytułowymi w Eugeniuszu Onieginie i Wozzecku kreował też m.in. robię Hrabiego Almavivy w Weselu Figara, Don Giovanniego w Don Giovannim, Pagagena w Czarodziejskim flecie, Wolframa w Tannhäuserze, Eisensteina w Zemście nietoperza. 
Komandor Orderu Imperium Brytyjskiego (1986).